# سيتروين دي إس
سيتروين دي إس هي سيارة من صناعة سيتروين أنتجت في 1955 م وتوقف إنتاجها في 1975 م.